# Чеймберз, Гретта
Гретта Чеймберз (англ. Gretta Chambers, урождённая Тейлор, Taylor; 15 января 1927, Монреаль — 9 сентября 2017, там же) — канадская журналистка и общественный деятель, канцлер Университета Макгилла. Компаньон ордена Канады (2000).

## Биография
Гретта Тейлор родилась в январе 1927 года в Монреале. Её отец Уолтер Маргрейв Тейлор, владелец сталелитейной фабрики, был англофоном, а мать, Симона Маргерит Бобьен, — франкофонкой. Гретта была первым ребёнком в семье, где после неё родились ещё два сына, один из которых впоследствии стал инженером, а второй, Чарльз Тейлор, получил международную известность как философ.
В силу традиционалистского уклада в семье Тейлоров Гретта до десяти лет получала домашнее образование, занимаясь с частными преподавателями, но когда её младший брат Джеффри поступил в школу, она добилась того же. Девочка посещала частную младшую школу в Монреале, а затем женскую школу-интернат «Недервуд» недалеко от Сент-Джона в Нью-Брансуике. Окончив её, Гретта в 16 лет поступила на отделение политологии в Университет Макгилла в Монреале, получив степень в 1947 году.
В первые годы после окончания университета Гретта Тейлор работала ассистенткой детского зубного врача. В январе 1951 года после короткого романа она вышла замуж за Игана Чеймберза, и в этом браке за шесть лет родились пять детей. В 1958 году, когда младшему ребёнку Чеймберзов, Биллу, было только четыре месяца, Иган был избран в парламент Канады от Прогрессивно-консервативной партии, победив в монреальском округе Сен-Лоран — Сен-Жорж. Следующие несколько лет Гретта делила своё время между воспитанием детей, участием в политической жизни мужа, волонтёрством и работой в качестве переводчика, а затем занялась журналистикой.
С 1966 (по другим данным, с 1964) года Гретта Тейлор работала в качестве аналитика и радиоведущей на CBC. На протяжении почти полутора десятилетий она оставалась ведущей еженедельной радиопрограммы «Провинция в печати» (англ. The Province in Print), представлявшей для англоязычной аудитории дайджест французской прессы Квебека. По её собственным воспоминаниям, она «читала 140 газет в неделю и концентрировала прочитанное в 15-минутной передаче». С 1977 по 1980 год она также вела еженедельную телепрограмму на CTV, носившую название «Редакторы» (англ. The Editors). В эти же годы она входила в редакционную коллегию национального делового журнала Report Magazine.
Начиная с 1977 года и на протяжении четверти века (до 2002 года) Чеймберз вела постоянную колонку в Montreal Gazette. Поначалу эта колонка представляла собой обзор франкоязычной прессы, подобный тем, которые она делала на радио, но со временем Чеймберз зарекомендовала себя как политический обозреватель умеренного толка. Эта умеренность вызывала критику радикальных англоязычных консерваторов, которые требовали от Чеймберз более резкой позиции по отношению к либеральным и националистическим правительственным кабинетам Квебека и называли её лидером «овечьего лобби». Однако в отдельных случаях она и сама становилась рупором кампаний протеста, как в 1980 году, когда накануне референдума о независимости Квебека министр от Квебекской партии Лиз Пайетт обрушилась с резкими нападками на противников суверенитета, а затем напрямую оскорбила жену лидера либеральной оппозиции. В этом случае Чеймберз, отбросив сдержанность, выражала в своей колонке возмущение многочисленных англоязычных граждан Квебека, как женщин, так и мужчин. Впоследствии она также была колумнисткой газеты Regina Leader Post, а с 1988 года — London Free Press. Среди прочих изданий, её материалы публиковались в International Herald Tribune.
С 1978 по 1988 год Чеймберз входила в совет попечителей Университета Магкилла, а с 1988 года была почётным попечителем. В 1991 году она заняла пост канцлера, став первой женщиной на этой должности в Квебеке, и оставалась на ней до 1999 года. По следам её отчёта, обнародованного в 1992 году, премьер Квебека Робер Бурасса распорядился создать консультативный комитет по образованию на английском языке, назначив Чеймберз его первой председательницей. Первой и главной из 29 резолюций комитета была рекомендация облегчить доступ к образованию на английском языке в Квебеке, в частности для англоязычных иммигрантов; эта рекомендация была направлена против сложившегося в начале 1990-х годов в Квебеке положения, при котором получить образование на английском языке было крайне затруднительно и число учащихся английских школ стремительно падало. С 1991 года она активно участвовала в работе Монреальского консорциума по правозащитной подготовке, а когда в 1997 году в Университете Макгилла под эгидой консорциума была создана Ближневосточная программа, Чеймберз стала сопредседателем её исполнительного комитета и правления.
Гретта Чеймберз умерла в Монреале в сентябре 2017 года в возрасте 90 лет, оставив после себя пятерых детей и восемь внуков, все после того, как у неё было диагностировано серьёзное кардиологическое заболевание. Её муж Иган умер в 1994 году.

## Награды и звания
В 1993 году Гретта Чеймберз была произведена в офицеры Национального ордена Квебека, а на следующий год стала кавалером ордена Канады (в 2000 году повышена до компаньона — высшей степени одена — за свой вклад в «межкультурную гармонию в Канаде» и «лучшее понимание Французской Канады»). В 1995 году её имя было включено в списки Академии великих монреальцев (в категории «Наука»); в 2016 году Чеймберз была произведена в командоры ордена Монреаля.
Среди прочих наград и званий Чеймберз — медаль Эдуара Монпети (1997), медаль ордена Плеяды (1999), награды Национального симпозиума по официальным языкам, Торговой палаты Квебека и Канадского совета по развитию образования. Она была почётным доктором Университета Макгилла (с 2001 года) и Викторианского университета.